# Osama Qashoo
Osama Qashoo (Nablus, 1981) es un artista audiovisual y defensor de los derechos humanos palestino, cofundador del International Solidarity Movement (ISM), un movimiento dirigido por palestinos que se compromete a resistir la ocupación israelí de tierras palestinas utilizando métodos y principios de acción directa no violenta.
En 2008, su cortometraje Ana Falastini (Soy palestino) se proyectó en festivales de Europa, Oriente Medio y América, y recibió el premio New Horizon de Al Jazeera.

## Trayectoria
Nació en Palestina y vivió allí hasta los 23 años. De 1998 a 2003 trabajó a tiempo completo como realizador de programas y presentador de la radio palestina en las empresas de televisión Q TV, Peace TV y Nablus TV. Durante 2001 trabajó como fotógrafo para la agencia internacional Reuters y como traductor para periodistas europeos en Palestina. En 2003 se vio obligado a abandonar su país tras organizar una protesta no violenta contra el Muro.
Tras estudiar en el Reino Unido (se graduó en la Escuela Nacional de Cine y Televisión), completó su formación en los Estados Unidos, Francia y Cuba (en 2007 terminó sus estudios de cine en la Escuela Internacional de Cine y Televisión de San Antonio de los Baños, la EICTV). 
Qashoo es conocido por su trabajo multiplataforma que abarca temas como la identidad, la diversidad, la migración, la igualdad y la justicia global. Sus películas han sido distribuidas internacionalmente y suelen explorar el poder de la juventud como fuerza para el cambio social y la creatividad, en particular en el mundo árabe. Creó "Olive Tree Films", una productora multidisciplinar con sede en el Reino Unido y Palestina. A través de la realización de películas, su principal objetivo es exponer al gran público las historias no contadas de las minorías y las personas marginadas de todo el mundo.
Es cofundador de varios movimientos de acción social, como Egality, Free Gaza Movement, Give Your Vote o International Solidarity Movement. El proyecto de primer largometraje de Qashoo es 'Emergency Radio', la historia de dos jóvenes que llegan a la mayoría de edad como DJs de radio en Palestina.

## Filmografía (cortometrajes)
- Invasion (2002)
- My Dear Olive Tree (2004 - cortometraje documental)
- Inside Outside (2005 - cortometraje documental)
- Not British yet!! (2005)
- Interruption (2005 - cortometraje documental)
- No Choice Basis (2005)
- Walking the Wall (2006)
- A Palestinian Journey (2006 - cortometraje documental)
- A Bullet Journey (2007)
- Ana Falastini - Soy palestino (2008). Rodado en Cuba.[8] Se proyectó en festivales de Europa, Oriente Medio y América, y recibió el premio New Horizon de Al Jazeera.
- La habitación de Samir (2011). Optó al premio Muhr Arab Award en el Dubai International Film Festival